# John Wesley Harding (album)
John Wesley Harding là album phòng thu thứ 8 của ca sĩ, nhạc sĩ người Mỹ, Bob Dylan. Album do hãng Columbia Records phát hành vào ngày 27 tháng 12 năm 1967.